# Михайлов, Алексей Алексеевич (актёр)
Алексей Алексеевич Михайлов (латыш. Aleksejs Mihailovs; 29 декабря 1927 — 5 марта 1987) — советский актёр театра и кино, народный артист Латвийской ССР (1969).

## Биография
Алексей Михайлов родился 29 декабря 1927 года в городе Лысьва Пермского края Российской Федерации в рабочей семье.
Окончил среднюю школу и театральную студию в своём родном городе (1948). Начинал свой творческий путь в любительском театре города Маркса Саратовской области. Работал в драматических театрах Ростова-на-Дону, Николаева, Ленинграда (1952—1957, 1962—1963). С 1958 по 1987 год, с небольшим перерывом, актёр Рижского театра русской драмы.
За роль Григория Гая в пьесе Николая Погодина «Темп — тысяча девятьсот двадцать девять» в постановке режиссёров Аркадия Каца и Леонида Белявского, был удостоен звания лауреата Государственной премии Латвийской ССР.
Снимался в кино, преимущественно на Рижской киностудии.
Скончался в Риге 5 марта 1987 года. Похоронен на городском кладбище города Маркс Саратовской области.

## Признание и награды
- Заслуженный артист Латвийской ССР (1965)
- Народный артист Латвийской ССР (1969)
- Государственная премия Латвийской ССР (1974)

## Творчество

### Роли в театре
Рижский театр русской драмы:
- 1958 — «Тайфун» Цао Юй — Лу Да-Хай (Да), сын Ши-Пин от первого мужа, шахтёр
- 1958 — «Варвары» Максима Горького — Черкун
- 1959 — «Факел» («Всё остаётся людям») Самуила Алёшина — Дронов
- 1960 — «Вишнёвый сад» А. П. Чехова — Лопахин
- 1962 — «Сирано де Бержерак» Эдмона Ростана — Сирано де Бержерак
- 1963 — «Совесть» Д. Павловой — Мартьянов
- 1964 — «Егор Булычов и другие» Максима Горького — Егор Булычов
- 1964 — «Дикарь» («Наивный») Вольтера — Наивный
- 1965 — «Заглянуть в колодец» Якова Волчека — Колчанов
- 1968 — «Чёртов кряж» Эгона Ливса — Каспар
- 1969 — «Варвары» Максима Горького — Цыганов
- 1970 — «На дне» Максима Горького — Сатин
- 1972 — «Человек со стороны» Игнатия Дворецкого — Рябинин
- 1973 — «Темп — тысяча девятьсот двадцать девять» Николая Погодина — Григорий Гай
- 1977 — «Дни Турбиных» Михаила Булгакова — Мышлаевский
- 1977 — «Святая святых» Иона Друцэ — Келин
- 1980 — «Дни портных в Силмачах» Рудольфа Блауманиса — Дударс
- 1983 — «Чайка» А. П. Чехова — Дорн
- 1985 — «Последние» Максима Горького — Коломийцев

### Фильмография
- 1962 — Фитиль (сюжет «Золотые руки»)
- 1970 — Стреляй вместо меня — комиссар
- 1975 — Мой друг — человек несерьёзный — Циекурс
- 1975 — Кто, если не ты? — Фёдор Иванович, начальник планового отдела завода
- 1976 — Семейная мелодрама — директор школы
- 1977 — Подарки по телефону — железнодорожник
- 1977 — И капли росы на рассвете — отец Димки
- 1978 — Мужские игры на свежем воздухе — тренер Андрея
- 1978 — Открытая страна — эпизод
- 1980 — Три дня на размышление — Ян Голубовский
- 1981 — Помнить или забыть — Паул Баруп
- 1982 — Солнечный ветер — Григорий Моев
- 1984 — Фронт в отчем доме — уездный начальник
- 1986 — Гибель поэта
- 1986 — Объезд — Сирмгалвис
- 1987 — Три лимона для любимой
- 1987 — Моонзунд